# Jonathan Lloyd Walker
Jonathan Lloyd Walker, más conocido como Jonathan Walker (Henley-on-Thames, Inglaterra, Reino Unido; 13 de septiembre de 1967), es un actor y guionista británico conocido por haber aparecido en las 3 series de ciencia ficción más largas de Norteamérica: Expediente X (1993), Stargate (1997) y Smallville (2001).

## Biografía
Jonathan nació y se crio en Inglaterra, pero se marchó a Norteamérica para buscarse un futuro como actor, desde entonces tiene su lugar de residencia en Canadá. Sus primeros pasos como actor fueron en varias obras de la escuela de interpretación a la que acudía, dirigida por la madre de Christian Bale, Jenny Bale.
Su carrera profesional como actor, comenzó tras terminar el servicio militar, donde ocupaba el rango de oficial de infantería del ejército canadiense.
En 2002 contrajo matrimonio con Sherry McDonald con la que ha tenido 3 hijos.

## Filmografía

### Cine
| Año  | Película                           | Papel            | Director                  |
| ---- | ---------------------------------- | ---------------- | ------------------------- |
| 2011 | La Cosa                            | Colin            | Matthijs van Heijningen   |
| 2010 | Red                                | Agente Burbacher | Robert Schwentke          |
| 2010 | Transparency                       | Lubitsch         | Raul Inglis               |
| 2008 | Traidor                            | Hayes            | Jeffrey Nachmanoff        |
| 2007 | El tirador                         | Louis Dobbler    | Antoine Fuqua             |
| 2005 | La tierra de los muertos vivientes | Cliff Woods      | George A. Romero          |
| 2004 | Saint Ralph                        | Sr. Collins      | Michael McGowan           |
| 2003 | Alien Tracker                      | Técnico          | Ken Girotti Bruce Pittman |
| 2001 | La hora de la araña                | Reportero        | Lee Tamahori              |
| 1998 | The Falling                        | Camarero         | Raul Inglis               |
| 1996 | Carpool                            | Swat Team Guy    | Arthur Hiller             |
| 1995 | Cyberjack                          | Dietista         | Robert Lee                |

### Televisión
| Año         | Serie                                            | Papel                          | Director             | Episodios                                  |
| ----------- | ------------------------------------------------ | ------------------------------ | -------------------- | ------------------------------------------ |
| 2012 - 2014 | Continuum                                        | Comandante Martin Bradley      | Simon Barry*         | 3 episodios como actor y 19 como guionista |
| 2013        | The Killing                                      | Álvarez                        | Ed Bianchi*          | 1 episodio                                 |
| 2012        | Sobrenatural                                     | Beau                           | Robert Singer*       | 1 episodio                                 |
| 2012        | Fringe                                           | Albert Duncan                  | Joe Chappelle*       | 1 episodio                                 |
| 2011        | Justicia extrema                                 | Harold                         | Wayne Rose*          | 1 episodio                                 |
| 2011        | V                                                | Padre Piers Moreau             | Yves Simoneau*       | 1 episodio                                 |
| 2010        | Smallville                                       | Paul Brenner                   | James Marshall*      | 2 episodios                                |
| 2009        | Deadliest Sea                                    | Denton                         | T.J. Scott           | Película de TV                             |
| 2009        | Murdoch Mysteries                                | Simon Goldberg                 | Harvey Crossland*    | 1 episodio                                 |
| 2009        | Degrassi: la nueva generación                    | Oficial Williams               | Philip Earnshaw*     | 1 episodio                                 |
| 2007 - 2008 | Flash Gordon                                     | Rankol                         | Pat Williams*        | 20 episodios                               |
| 2007        | Stargate                                         | Ta'Seem                        | Peter DeLuise*       | 1 episodio                                 |
| 2006        | Men in Trees                                     | Doctor Bowen                   | Rick Wallace*        | 1 episodio                                 |
| 2005        | Code Breakers                                    | Bellingham                     | Rod Holcomb          | Película de TV                             |
| 2005        | Kevin Hill                                       | Miles Dollard                  | Arvin Brown*         | 1 episodio                                 |
| 2005        | El ala oeste de la Casa Blanca                   | Reportero del Tribunal         | Christopher Misiano* | 1 episodio                                 |
| 2004        | Doc                                              | James Keel                     | Larry A. McLean*     | 1 episodio                                 |
| 2003        | Sue Thomas, el ojo del FBI                       | Brad Lemmons                   | Larry A. McLean*     | 1 episodio                                 |
| 2003        | Soul Food                                        | Chris Carlton                  | Oz Scott*            | 1 episodio                                 |
| 2002        | Adventure Inc.                                   | Hugh Branscombe                | Oley Sassone*        | 1 episodio                                 |
| 2002        | Tracker                                          | Técnico                        | Holly Dale*          | 2 episodios                                |
| 2002        | Extraña desaparición                             | Director del Teatro            | Penelope Buitenhuis  | Película de TV                             |
| 2002        | Aaagh! It's the Mr. Hell Show                    | (voz)                          | Andy Bartlett*       | 1 episodio                                 |
| 2001        | Hijos de la violencia                            | Oficial J. Driscoll            | Graeme Campbell      | Película de TV                             |
| 2001        | Nikita                                           | Rustam                         | René Bonnière*       | 1 episodio                                 |
| 2000        | Hollywood Off-Ramp                               |                                | Richard Martin*      | 1 episodio                                 |
| 2000        | The Secret Adventures of Jules Verne             | Sam Clemens                    | Pierre de Lespinois* | 1 episodio                                 |
| 2000        | 2gether: The Series                              | Burt Baron                     | John Pozer*          | 1 episodio                                 |
| 2000        | Secret Agent Man                                 | Reportero de TV                | Jefery Levy*         | 1 episodio                                 |
| 2000        | Skullduggery                                     | Artista de pintura             | Kellie Ann Benz*     |                                            |
| 1999        | So Weird                                         | Nick                           | Pat Williams*        | 1 episodio                                 |
| 1999        | Más allá del límite                              | Brent Secor                    | Mario Azzopardi*     | 2 episodios                                |
| 1998        | First Wave                                       | Jeff Draper                    | Michael Robison*     | 1 episodio                                 |
| 1997        | Breaker High                                     | Director de escena             | David Winning*       | 1 episodio                                 |
| 1994 - 1997 | Expediente X                                     | Chuck Lukerman, Charlie Morris | Kim Manners*         | 2 episodios                                |
| 1997        | Volcano: fuego en la montaña                     | Steven Halpern                 | Graeme Campbell      | Película de TV                             |
| 1993        | For the Love of My Child: The Anissa Ayala Story | Reportero                      | Waris Hussein        | Película de TV                             |
| 1993        | Una relación prohibida                           | Reportero                      | Andy Tennant         | Película de TV                             |

[*] Debido a que hay un gran número de directores, solo se indica el que más episodios ha dirigido.

### Cortometrajes
| Año  | Título               | Papel        | Director        |
| ---- | -------------------- | ------------ | --------------- |
| 2002 | Documentary Bootcamp | Barry Simons | Sheona McDonald |
| 1997 | The Second Coming    | Jesucristo   | Kellie Ann Benz |

### Videojuegos
| Año  | Título               | Papel               | Director                       |
| ---- | -------------------- | ------------------- | ------------------------------ |
| 2012 | Assassin's Creed III | James Barrett (voz) | Alex Hutchinson y Shea Wageman |